# Ingravidez (álbum)
Ingravidez es el sexto disco del grupo musical Aviador Dro editado en el año 1988 por el sello "DRO" bajo la referencia DRO 4D-357.

Junto con el disco "Ciudadanos del Imperio" todavía no han sido editados en formato CD.
A partir de este disco se incorpora Mario Gil (Genociber F15), ex La Mode a los teclados. Las composiciones del disco están muy repartidas entre Servando Carballar y José Antonio Gómez Sáenz de Ormijana. 

## Lista de canciones
| Título               | Autor                                        | Duración |
| -------------------- | -------------------------------------------- | -------- |
| Arkangel             | Servando Carballar                           | 4:29     |
| Pícnic En Formalhaut | Servando Carballar, José Antonio Gómez Sáenz | 2:31     |
| En la niebla         | Servando Carballar                           | 3:13     |
| Corazón artificial   | Servando Carballar                           | 4:02     |
| Collar de obediencia | Servando Carballar, José Antonio Gómez Sáenz | 2:14     |
| He llegado           | José Antonio Gómez Sáenz de Ormijana         | 2:07     |
| Planet Claire        | (versión de The B-52's)                      | 4:04     |
| Ingravidez           | Servando Carballar                           | 4:30     |
| Bailando en el vacío | José Antonio Gómez Sáenz de Ormijana         | 2:00     |
| Dragón               | Servando Carballar                           | 3:49     |